# Søren Christensen (Schauspieler)
Søren Christensen (* 3. April 1961 in Kopenhagen) ist ein dänischer Schauspieler.

## Leben
Søren Christensen wuchs in Kopenhagen auf, wo er bis heute lebt. 
Als Bühnendarsteller wirkte er an verschiedenen Theaterhäusern in ganz Dänemark in zahlreichen Theaterstücken und Musicals mit. Seit 1991 hat er als Schauspieler vor der Kamera in bislang mehr als 20 Film-und-Fernsehproduktionen mitgewirkt.

## Filmografie (Auswahl)
- 1991: Der Feind im Inneren
- 1996: Ein Tag im Mai
- 1997: Sweethearts
- 1999: Taxa (Fernsehserie, 4 Folgen)
- 2001: Kat – Eine Katze hat neun Leben, du hast nur eins
- 2002: Charlie Butterfly
- 2018: Before the Frost